# Giacinto Manna
Pour les articles homonymes, voir Manna.
Giacinto Manna (né le 13 septembre 1706 à Naples, et mort le 11 mars 1768 à Naples) est un claveciniste italien.
Il était le fils de Joseph Manna et de Catherine Manna Feo (sœur du compositeur Francesco Feo). Giacinto était le frère aîné du compositeur et professeur Gennaro Manna. Après avoir étudié sous la tutelle de son oncle Feo, il a travaillé comme claveciniste à Naples au Teatro San Bartolomeo, au Teatro dei Fiorentini et de 1761 à 1765 au Teatro San Carlo.
Giacinto Manna avait un fils, Gaetano Manna, qui a été également compositeur. Sa sœur Teresa Manna a épousé le compositeur Giuseppe de Majo.